# Flavio Maspoli
Flavio Maspoli (Sorengo, 29 gennaio 1950 – Lugano, 12 giugno 2007) è stato un politico e giornalista svizzero.

## Biografia
Nato a Sorengo nel 1950 da una famiglia originaria di Morcote e figlio dello scrittore e giornalista Sergio (1920-1987). Dopo aver studiato pianoforte al Conservatorio di Lucerna e germanistica ad Amburgo tornò in Canton Ticino dove insegnò musica. Fu anche cabarettista prima di diventare giornalista per la Gazzetta Ticinese e la Radio della Svizzera italiana; nel 1990, con Giuliano Bignasca, diede vita al settimanale Il Mattino della Domenica.
Nel 1991 fu uno dei tre fondatori della Lega dei Ticinesi e venne eletto come deputato al Consiglio nazionale; rimase in carica fino al 2003, ricoprendo vari incarichi. Fondò e diresse due quotidiani, L'Altra notizia (1993-1995) e TicinoOggi (2001-2002). Nel 2002 fu condannato a 11 mesi di carcere per bancarotta fraudolenta, con riferimento a due sfortunate imprese commerciali; la pena fu sospesa condizionalmente.
Morì nel 2007 all'Ospedale Civico di Lugano a soli 56 anni per problemi cardiaci.